# Вессенберг, Райн
Райн Вессенберг (эст. Rain Vessenberg; 27 ноября 1975, Вильянди) — эстонский футболист, вратарь. Выступал за национальную сборную Эстонии.

## Биография

### Клубная карьера
На взрослом уровне начал выступать за «Тулевик» из своего родного города в сезоне 1992/93, проведя 4 матча в высшем дивизионе Эстонии. В следующих сезонах продолжал играть за команду в первой лиге.
Зимой 1994/95 годов перешёл в таллинскую «Флору». За основной состав команды сыграл только один матч в сезоне 1995/96. Большую часть контракта играл за фарм-клубы «Флоры» — команды из посёлка Лелле и «Тервис» (Пярну).
В 1998 году провёл один матч во втором дивизионе Финляндии за КТП (Котка), в дальнейшем играл в первой лиге Эстонии за «Валгу». В 1999 году вернулся в «Тулевик», но не закрепился в основном составе и неоднократно отдавался в аренду в другие клубы.
С 2002 года играл за клубы низших дивизионов Эстонии. В 2012 году в очередной раз вернулся в «Тулевик», который в то время опустился в третий дивизион, и провёл в команде два сезона, после чего окончательно завершил карьеру.
Помимо большого футбола, выступал за команды по пляжному футболу.

### Карьера в сборной
В национальной сборной Эстонии дебютировал в 18-летнем возрасте, будучи игроком клуба первой лиги — 26 октября 1994 года в игре с Финляндией, вышел на замену Тоомасу Тохверу в перерыве при счёте 0:6, и за оставшееся время пропустил ещё один гол. Всего в составе сборной провёл 5 матчей в 1994—1995 годах, последний — 6 февраля 1995 года против Норвегии. Впоследствии тоже вызывался в сборную, например в 1999 году, но на поле не выходил.
Уже после дебюта в главной сборной, был вызван в молодёжную команду, в которой дебютировал в 1995 году. Всего за молодёжку сыграл 3 матча.